# ONE WEDGE
株式会社 ONE WEDGE（ワンウェッジ、ONE WEDGE Inc.）はシステムインテグレーション事業、システムコンサルティング事業、ITエンジニア派遣事業等を行う企業。

## 概要
- 所在：〒160-0004　東京都新宿区四谷1-18　オオノヤビル8階
- 設立：1984年10月
- 資本金：1,800万円
- 代表取締役：橋田博明

## 主力事業・製品・サービス
- システムインテグレーション
- ITエンジニア派遣サービス
- ONE
- APPLIPO!
- レンタルCTOサービス
- クラウドアシストサービス
- システムエンジニアリングサービス推進組合 事務局運営
- Alexaスキル「地震レーダー」「街別デイリークラウド」「ひづけ電卓」「今日のお休みチェッカー」

## 沿革
2020年4月1日 株式会社UNIWORXおよび株式会社 GENZから事業譲渡を経てONE WEDGE設立
2021年2月4日 AWSを用いたサーバーレス開発支援サービス「Serverless ONE」をリリース

## 関連会社
- 株式会社 GENZ